# Deltaedre

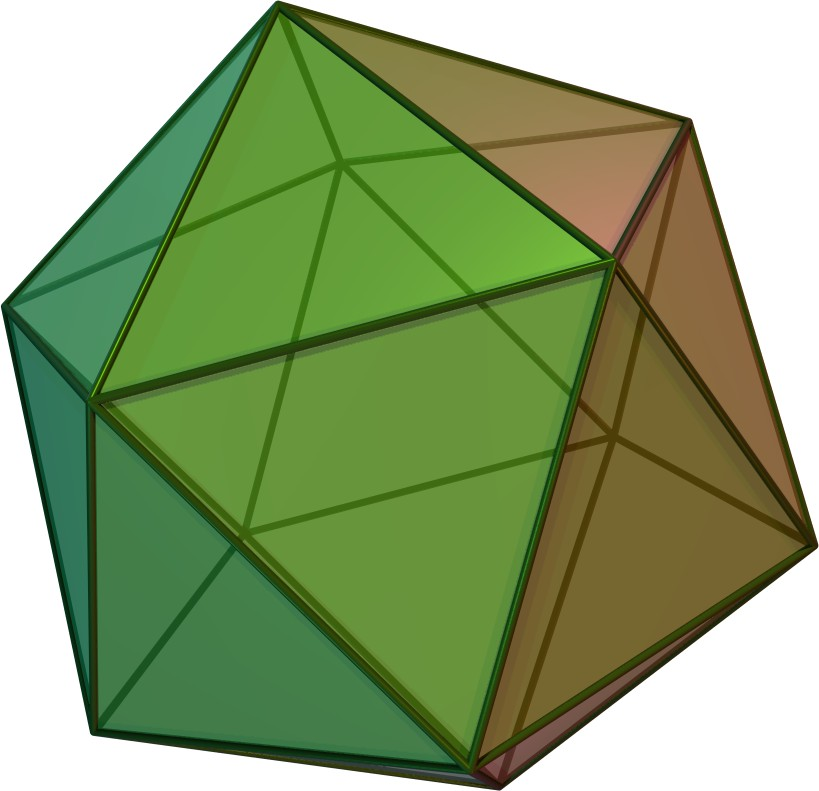
El deltaedre convex més gran és l'icosaedre

Un deltaedre és un políedre on totes les seves cares són triangles equilàters iguals. S'anomenen així per la lletra grega delta que en majúscules s'escriu com un triangle (Δ). Hi ha infinits deltaedres, però sols vuit són convexos, d'aquests, sols 3 són regulars.

## Cares, vèrtexs i arestes als deltaedres
Del fet que les cares siguin sempre triangles, es dedueix que el nombre d'arestes és {\displaystyle 3C/2}, on {\displaystyle C} és el nombre de cares. Això implica que no hi ha deltaedres amb un nombre senar de cares. La fórmula d'Euler també dona el nombre de vèrtexs en funció de les cares {\displaystyle V=C/2+2}
Analitzant els deltaedres succeeix que apareixen cares contigües coplanars, per exemple si a un vèrtex coincideixen 6 cares. Aquests poliedres amb cares no triangulars o desiguals que es poden subdividir en triangles no es consideren deltaedres en sentit estricte.
Els deltaedres mantenen sempre la seva forma, són rígids. Construïts com a esquelets és a dir sols amb les arestes, no es poden deformar. Aquesta propietat no sempre es compleix als políedres, l'esquelet d'un cub, per exemple, es pot deformar com a prisma de base ròmbica o fins i tot quedar aplanat.

## Els vuit deltaedres convexos
Sols hi ha vuit deltaedres convexos: tres són poliedres regulars i cinc sòlids de Johnson.
| Deltaedres regulars | Deltaedres regulars | Deltaedres regulars | Deltaedres regulars | Deltaedres regulars | Deltaedres regulars                            | Deltaedres regulars |
| Imatge              | Nom                 | Cares               | Arestes             | Vèrtexs             | Configuració dels vèrtexs                      | Grup de simetria    |
| ------------------- | ------------------- | ------------------- | ------------------- | ------------------- | ---------------------------------------------- | ------------------- |
|                     | tetraedre           | 4                   | 6                   | 4                   | 4 vèrtexs d'ordre 3 (on coincideixen 3 cares)  | Td, [3,3]           |
|                     | octaedre            | 8                   | 12                  | 6                   | 6 vèrtexs d'ordre 4 (on coincideixen 4 cares)  | Oh, [4,3]           |
|                     | icosaedre           | 20                  | 30                  | 12                  | 12 vèrtexs d'ordre 5 (on coincideixen 5 cares) | Ih, [5,3]           |

| Deltaedres de Johnson | Deltaedres de Johnson               | Deltaedres de Johnson | Deltaedres de Johnson | Deltaedres de Johnson | Deltaedres de Johnson | Deltaedres de Johnson                   | Deltaedres de Johnson |
| Imatge                | Nom                                 | Número de Johnson     | Cares                 | Arestes               | Vèrtexs               | Configuració dels vèrtexs               | Grup de simetria      |
| --------------------- | ----------------------------------- | --------------------- | --------------------- | --------------------- | --------------------- | --------------------------------------- | --------------------- |
|                       | bipiràmide triangular               | J12                   | 6                     | 9                     | 5                     | 2 vèrtexs d'ordre 3 3 vèrtexs d'ordre 4 | D3h, [3,2]            |
|                       | bipiràmide pentagonal               | J13                   | 10                    | 15                    | 7                     | 5 vèrtexs d'ordre 4 2 vèrtexs d'ordre 5 | D5h, [5,2]            |
|                       | bisfenoide xato (dodecàedre siamès) | J84                   | 12                    | 18                    | 8                     | 4 vèrtexs d'ordre 4 4 vèrtexs d'ordre 5 | D2d, [2,2]            |
|                       | prisma triangular triaugmentat      | J51                   | 14                    | 21                    | 9                     | 3 vèrtexs d'ordre 4 6 vèrtexs d'ordre 5 | D3h, [3,2]            |
|                       | bipiàmide quadrada giroallargada    | J17                   | 16                    | 24                    | 10                    | 2 vèrtexs d'ordre 4 8 vèrtexs d'ordre 5 | D4d, [4,2]            |

Aquests cinc darrers deltaedres no són regulars, ja que tot i tenir totes les cares com a triangles equilàters iguals tenen vèrtexs de diferents tipus. Per exemple la bipiràmide triangular té dos vèrtexs d'ordre 3 on coincideixen tres cares i tres vèrtexs d'ordre 4 on coincideixen 4 cares. Es classifiquen per això dins el grup dels sòlids de Johnson.

## Els deltaedres no convexos o còncaus
Hi ha infinits deltaedres no convexos, per veure això sols cal imaginar els poliedres que es poden aconseguir enganxant tetraedres iguals.
Alguns dels més simples són els que es mostren a continuació, les possibles cadenes i ramificacions de deltaedres simples enganxats són infinites
|                               |                                |                                | \| \|                         |
| Unió de 3 tetraedres, 8 cares | Unió de 4 tetraedres, 10 cares | Unió de 5 tetraedres, 12 cares | Unió de 8 octaedres, 48 cares |
|                               |                                |                                |                               |

Són coneguts els deltaedres generats a partir dels poliedres regulars construint piràmides fetes amb triangles equilàters, enganxades sobre les seves cares
|                                                                                           |                                                                                     |                                                                                        | |                                                                                           |
| Poliedre construït amb un tetraedre com a nucli, enganxant 4 tetraedres a les seves cares | Poliedre construït amb un cub de nucli, enganxant 6 piràmides quadrades a les cares | Estel octangle construït amb un octaedre de nucli, enganxant 8 tretraedres a les cares | Poliedre construït amb un dodecaedre regular de nucli, enganxant 12 piràmides pentagonals a les cares | Poliedre construït amb un icosaedre regular de nucli, enganxant 20 tetraedres a les cares |
| 12 triangles                                                                              | 24 triangles                                                                        | 24 triangles                                                                           | 60 triangles                                                                                          | 60 triangles                                                                              |

En lloc d'enganxar piràmides a les cares podem extreure-les com el següent exemple
|                                                                                           |
| Poliedre format a partir d'un dodecaedre del qual s'han extret de cada cara les piràmides |
| 60 triangles                                                                              |